# Championnat de Finlande de hockey sur glace 1945-1946
Saison précédente Saison suivante
La saison 1945-1946 est la quinzième saison de la SM-sarja.
L'Ilves Tampere remporte le 15e titre de champion de Finlande en terminant à la première place du classement.

## Déroulement

### Classement
| Clt   | Équipe            | PJ | V | D | N | BP | BC | Diff | Pts |
| ----- | ----------------- | -- | - | - | - | -- | -- | ---- | --- |
| +001, | Ilves Tampere     | 8  | 8 | 0 | 0 | 98 | 22 | +76  | 16  |
| +002, | Tarmo Hämeenlinna | 8  | 7 | 0 | 1 | 83 | 24 | +59  | 14  |
| +003, | TBK Tampere       | 8  | 5 | 0 | 3 | 62 | 44 | +18  | 10  |
| +004, | HJK Helsinki      | 8  | 5 | 0 | 3 | 43 | 40 | +3   | 10  |
| +005, | HSK Helsinki      | 8  | 3 | 2 | 3 | 31 | 40 | -9   | 8   |
| +006, | TPS Turku         | 8  | 3 | 1 | 4 | 30 | 48 | -18  | 7   |
| +007, | KIF Helsinki      | 8  | 2 | 1 | 5 | 29 | 59 | -30  | 5   |
| +008, | Åbo IFK           | 8  | 0 | 1 | 7 | 23 | 65 | -42  | 1   |
| +009, | TaPa Tampere      | 8  | 0 | 1 | 7 | 11 | 68 | -57  | 1   |

- Champion de Finlande
- Barrage de promotion-relégation
- Relégué en I-divisionna

### Meilleurs pointeurs
Cette section présente les meilleurs pointeurs de la saison.
| Clt | Joueur           | Équipe            | PJ | B  | A  | Pts | Pun |
| --- | ---------------- | ----------------- | -- | -- | -- | --- | --- |
| 1   | Aarne Honkavaara | Ilves Tampere     | 8  | 25 | 10 | 35  | 0   |
| 2   | Matti Rintakoski | Ilves Tampere     | 8  | 19 | 2  | 21  | 0   |
| 3   | Keijo Kuusela    | Tarmo Hämeenlinna | 8  | 12 | 5  | 17  | 0   |
| 4   | Kalle Havulinna  | Ilves Tampere     | 8  | 12 | 4  | 16  | 0   |
| 5   | Lotfi Nasib      | Ilves Tampere     | 8  | 11 | 4  | 15  | 0   |